# トラスト (自動車部品)
株式会社トラスト（英: TRUST CO.,LTD ）は、自動車用アフターパーツ（チューニングパーツ）の開発・製造および販売を手掛けていた会社である。

## 概要
スポーツカー向けマフラーなどで有名なメーカーであり、サブブランドとして「GReddy」（グレッディ）を擁する。
かつてはヰセキ農機（ISEKI）や日本石油（現：ENEOS）、日綜産業等とメインスポンサー契約を結び、トラストレーシングチームとして、トラストレーシングの名を一躍有名にした富士スーパーシルエットレースや、全日本耐久選手権、全日本スポーツプロトタイプカー耐久選手権、ジャパン・スーパースポーツ・セダンレース、富士グランチャンピオンレース、全日本ダートトライアル選手権、全日本ツーリングカー選手権、ル・マン24時間耐久レース、全日本GT選手権、D1GP等、様々な種目に参戦してモータースポーツ界において、世界にその名を知られている。
1994年にはアメリカに現地法人を設立するなど海外にも販路を広げていたが、その後は徐々に売上が低迷し2008年9月10日に民事再生法の適用を申請して企業は倒産した。負債額は約65億円。
その後、2014年からは東洋タイヤをメインスポンサーに迎え、チーム東洋タイヤドリフトトラストレーシングを結成し活動しており、東洋タイヤの企業CMにも度々マシンが登場している。
2016年12月より、兵庫県を拠点とする中古車・新車・日本車・輸入車の総合メガディーラー「ジーライオングループ」が資本参加し、再びブランドが復活。ジーライオン系列の自動車部品ブランドとして再起を図る。

## 沿革
- 1977年4月 - 自動車部品製造メーカーとして設立される。
- 2008年9月10日 - 倒産（民事再生手続開始申立て）により、一時ブランドが消滅。
- 2016年12月 - 兵庫県の「ジーライオングループ」が資本参加。同社のグループ企業となる。
- 2021年11月1日 - 同じジーライオングループの自動車部品一次卸商社「株式会社昭和自動車工業」に合併しトラストの法人格が消滅。昭和自動車工業は「株式会社昭和トラスト」と社名変更する。トラスト本体は「株式会社昭和トラスト・トラスト事業部」として現状のまま営業を継続する。